# Ana Esther Ceceña
Ana Esther Ceceña Martorell (Nueva York, 1950) es una economista de nacionalidad mexicana experta en geopolítica. Doctora en Relaciones Económicas Internacionales por la Universidad París I-Sorbona, es coordinadora del Observatorio Latinoamericano de Geopolítica que se ocupa de estudiar, teorizar y cartografiar los procesos contemporáneos de dominación y resistencia. Investigadora Nacional adscrita al Instituto de Investigaciones Económicas de la UNAM es profesora del Posgrado de Estudios Latinoamericanos en la Universidad Nacional Autónoma de México. Su línea de trabajo se centra en el estudio de recursos naturales, movimientos sociales, militarización y hegemonía mundial. Fue directora de la revista Chiapas de 1994 a 2004. Trabaja en la construcción del marco teórico del Buen Vivir.

## Biografía
Nació en 1950 en Nueva York donde su padre, el prestigioso economista mexicano José Luis Ceceña Gámez, trabajaba en el área de estudios económicos de Naciones Unidas (1949-1952).  En 1952 su familia regresó a México donde Ceceña vivió su infancia y adolescencia. Aunque en un principio se planteaba estudiar la carrera de física teórica, estudió economía por influencia paterna. Se licenció en economía en la Facultad de Economía de la UNAM (1972). En 1975 viajó a París, donde realizó su doctorado de tercer ciclo en Relaciones Económico Internacionales, en la Universidad Paris I-Sorbona.

### Trayectoria profesional
De 1976 a 1989 fue profesora Titular de la Facultad de Economía en la Universidad Nacional Autónoma de México y, desde 1989, Investigadora Titular en el Instituto de Investigaciones Económicas de la UNAM.
De 1987 a 1989 coordinó el Seminario de Desarrollo y Planificación de la UNAM. De 1988 a 1994 fue consejera técnica de la Facultad de Economía.
En 1994 fue coordinadora de la investigación Paraíso maya: competencia internacional y disputa por los recursos estratégicos, un proyecto que surgió a partir de la rebelión zapatista para estudiar el contexto económico geopolítico y social en el que fue posible un levantamiento de tales características.
En 1994 se creó la revista Chiapas, próxima al movimiento zapatista, que Ceceña dirigió hasta 2004. En el 2001 cuando los zapatistas llegaron a Ciudad de México y visitaron la UNAM, fue la portavoz de la comunidad universitaria para darles la bienvenida.
En 1999 fundó el grupo de trabajo Hegemonías y emancipaciones en el Consejo Latinoamericano de Ciencias Sociales (CLACSO) que coordinó hasta 2009.
En el año 2007 fundó el Observatorio Latinoamericano de Geopolítica (OLAG) en el Instituto de Investigaciones Económicas de la Universidad Autónoma de México, centro de investigación que coordina y dirige.  
Desde 2006 es integrante del Polarization Project, coordinado por el sociólogo Immanuel Wallerstein. Un grupo de investigación que realiza un balance del comportamiento del sistema-mundo en sus 500 años aproximados de existencia, para marcar sus condiciones objetivas de pertinencia y sus límites consustanciales.
Miembro de la Red de Estudios de la Economía Mundial (REDEM) constituida en la Facultad de Economía de la Benemérita Universidad Autónoma de Puebla desde 1997 y de la Red de Economía Global-Global Economy Network (REG-GEN).
En 2010 fue miembro del Jurado del Premio Libertador al Pensamiento Crítico instaurado en 2005 por Hugo Chávez para reconocer la labor reflexiva de autores que han desarrollado una visión distinta a la mirada monolítica del pensamiento único.

### Movimientos sociales
Mantiene una estrecha relación con los movimientos sociales de América Latina y el Caribe. Ha participado activamente en el Foro Social Mundial y en el Foro Social Américas desde sus inicios. Fue fundadora de la Campaña por la Desmilitarización de las Américas.
Desde su creación en el año 2005, es profesora de la Escuela Nacional Florestan Fernandes del Movimiento de Trabajadores Rurales Sin Tierra.

## Líneas teóricas esenciales
Interesada en la parte más política de la economía y la visión integral de los procesos de trabajo, se formó en las primeras generaciones en las que discutían a Marx en el café de la universidad mexicana. Considera que la economía no es solo hacer números, calcular tendencias y estudiar indicadores tradicionales sino también geografía, investigar donde están los intereses de las grandes corporaciones y entender las lógicas generales y relaciones de poder.
Cree que teoría y práctica no pueden estar separadas. La teoría es la reflexión sobre la realidad, pero la realidad se mueve todos los días. Plantea la necesidad de pensar desde otro lugar que el sugerido por una academia que expresa relaciones de poder muy enraizadas, ratificada por el pensamiento de los dominadores. Habla de la descolonización del pensamiento y repensar la economía.
Su propuesta teórica focaliza en el nudo crítico en el que dominación y resistencia se encuentran y se confrontan. No hay dominación sin resistencia y la creatividad en una modifica la otra. 
Sus publicaciones abordan, tanto histórica como conceptualmente, los procesos de dominación-resistencia con perspectiva geopolítica, como la constitución de territorialidades. 
Estudia así, lo mismo la construcción de hegemonía y las formas de dominación (económica, militar, cultural), como los proyectos y procesos de transformación del mundo que caminan en la ruta del buen vivir o la del mundo en el que caben todos los mundos.
Su enfoque en el estudio de lo económico combina tres tiempos y tipos de procesos: los de larga duración que tienden a fijarse en estructuras e instituciones; los que propician las macro definiciones del presente; y los relacionados con lo civilizatorio o sistémico y que transitan de lo cotidiano con sus tradiciones, costumbres y resistencias, a las cosmovisiones que apuntan hacia horizontes milenarios. Estas dimensiones imbricadas y combinadas marcan las pautas del acontecer de la historia presente y es en ese complejo entramado donde se trazan las rutas de lo económico, como civilización material de la humanidad.

## Distinciones
En el año 2013 fue distinguida con el Reconocimiento Sor Juana Inés de la Cruz, otorgado a 80 académicas de la UNAM, para destacar su labor en docencia, investigación y difusión de la cultura.

## Publicaciones
- Die Modernität untergraben, um gut zu leben (oder über mögliche Auswege aus der zivilisatorischen Krise) (2015) en Roth, Julia ed. Lateinamerikas koloniales Gedächtnis. Vom Ende der Ressource, so wie wir sie kennen (Baden: Nomos)

- Del desarrollo al ‘vivir bien’: la subversion epistémica en Girón, Alicia coord. Del ‘vivir bien’ al ‘buen vivir’ (2014) (México: IIEc-Problemas del Desarrollo)

- Ecology and the Geography of Capitalism en Wallerstein, Immanuel ed. The World is Out of Joint (2014) (New York: Paradigm Publishers)

- Subvertir la modenidad para vivir bien en Raúl Ornelas coord. Crisis civilizatoria y superación del capitalismo (2013) (México: IIEc)

- El proceso de ocupación de América Latina en el siglo XXI en Ceceña, Ana Esther et al De golpe (2013) (México: RLS)

- El capitalismo monopolista, los supergrupos y la economía mexicana (2013) Ceceña, Ana Esther y Ornelas, Raúl coords. (México: Siglo XXI-Instituto de Investigaciones Económicas-Colegio de Sinaloa).

- La fiesta de la diversidad en Piris, Silvia (coord.) Movimientos sociales y cooperación. Ideas para el debate (2012) (Bilbao: Hegoa)

- No queremos desarrollo, queremos vivir bien en Massuh, Gabriela ed. Renunciar al bien común. Extractivismo y (pos)desarrollo en América Latina (2012) (Buenos Aires: Mar Dulce)

- Crisis y bifurcaciones, oportunidad histórica en Pensando el mundo desde Bolivia. II ciclo de seminarios internacionales (2011) (La Paz: Vicepresidencia del Estado Plurinacional de Bolivia),

- Postneoliberalismo o cambio civilizatorio en el libro América Latina y el Caribe: Escenarios posibles y políticas sociales (2011) Theotonio Dos Santos, Editor. FLACSO - UNESCO.[15]

- Pensar la vida y el futuro de otra manera en el libro Sumak Kawsay / Buen Vivir y cambios civilizatorios (2010) coordinado por Irene León. FEDAEPS, Quito[16]

- El Gran Caribe. Umbral de la geopolítica mundial (2010) (Quito: Fedaeps-OLAG). Colaboradores: David Barrios, Rodrigo Yedra y Daniel Inclán.

- De los saberes de la emancipación y de la dominación (2009) Ceceña, Ana Esther coord. (Buenos Aires: CLACSO).

- El águila despliega sus alas de nuevo. Un continente bajo amenaza. (2009)  (Quito: Fedaeps-OLAG). Colaboradores: Rodrigo Yedra y David Barrios.

- Derivas del mundo en el que caben todos los mundos (2008) Editorial Siglo XXI (México)

- Hegemonía, emancipaciones y políticas de seguridad en América Latina: dominación, epistemologías insurgentes, territorio y descolonización (2008)  (Lima: Programa Democracia y Transformación Global, Cuadernos Populares).

- Los desafíos de las emancipaciones en un contexto militarizado (2006) Ceceña, Ana Esther coord.   (Buenos Aires: CLACSO).

- Paraguay: eje de la dominación del Cono Sur (2005) Ceceña, Ana Esther y Motto, Carlos (Buenos Aires: Observatorio Latinoamericano de Geopolítica-CLACSO)

- Hegemonías y emancipaciones en el siglo XXI (2004) Ceceña, Ana Esther coord. (Buenos Aires: CLACSO).

- La guerra por el agua y por la vida. Cochabamba: una experiencia de construcción comunitaria frente al neoliberalismo y al Banco Mundial (2004) (Cochabamba: Coordinadora de Defensa del Agua y de la Vida).

- A guerra infinita: hegemonia e terror mundial (2002) Ceceña, Ana Esther y Sader, Emir coords (Río de Janeiro: Vozes-CLACSO)

- Reflexionen einer rebellion. Chiapas und ein anderes politikverständnis (2000) Münster (Alemania) Westfälisches Dampfboot con Ulrich Brand.

- La tecnología como instrumento de poder (1998)  Ceceña, Ana Esther coord.  (México: El Caballito)

- Le soulèvement zapatiste au Chiapas (1996)  Coordinadora con Patricio Nolasco, Cahiers du CELA-IS n.º 7, Universidad Libre de Bruselas

- La internacionalización del capital y sus fronteras tecnológicas (1995) Ediciones El Caballito (México)

- Producción estratégica y hegemonía mundial (1995) con Andrés Barreda. Editorial Siglo XXI (México)

- Antología. José Luis Ceceña Gámez (1992)  Ceceña, Ana Esther y Chapoy, Alma  (México: Instituto de Investigaciones Económicas).

- Industria maquiladora de exportación (1991) México UNAM